# Plautilla Nelli

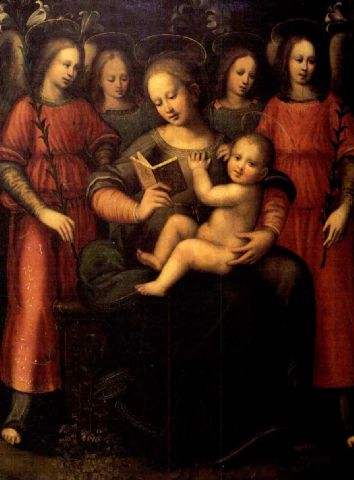
Madonna met kind en vier engelen

Plautilla Nelli geboren Pulisena Margherita Nelli (Florence, gedoopt 29 januari 1524 – Florence, 7 mei 1588) was een Italiaanse non en schilderes uit de Italiaanse renaissance.

## Biografie
Pulisena Margherita Nelli werd in Florence geboren en zij werd aldaar op 29 januari 1524 gedoopt. Haar vader Piero di Luca Nelli was een koopman. Hij hertrouwde na de dood van haar moeder. Al op zeer jonge leeftijd trad zij in bij de dominicanessen van het Santa-Catarina-da-Sienaklooster, waar zij in 1538 haar geloften aflegde. Zij nam daarbij de naam Plautilla aan.
Met deze naam werd zij heel bekend onder de schilders van die tijd. Giorgio Vasari schrijft dat Plautilla zichzelf de schilderkunst had geleerd door doeken na te schilderen. Het is bekend dat zij tekeningen bezat van Fra Bartolomeo en waarschijnlijk ook reproducties van schilderijen uit die tijd. Het was voor haar niet mogelijk om de ontwikkelingen in de schilderkunst te volgen, omdat zij in het klooster leefde. De Renaissance en het Maniërisme gingen daarom langs haar heen, ook al had zij de mogelijkheid om kennis te nemen van schilderijen die voor de Dominicanen geschilderd waren. De zogeheten School van San Marco was een groep kunstenaars, waartoe naast Fra Bartolomeo ook Mariotto Albertinelli, Lorenzo di Credi en Giovanni Antonio Sogliani behoorden.
Plautilla Nelli is in 1588 gestorven in haar klooster.

## Artistieke productie
Nelli wordt beschouwd als de eerste vrouwelijke schilder uit Florence, van wie schilderijen bekend zijn. Vasari schrijft zeer positief over haar. Hem valt echter ook haar gebrekkige kennis van de mannelijke anatomie op en dat heiligen er bij haar zeer vrouwelijk uitzien, zoals bijvoorbeeld de gezichten van de discipelen op haar schilderij Het Laatste Avondmaal.

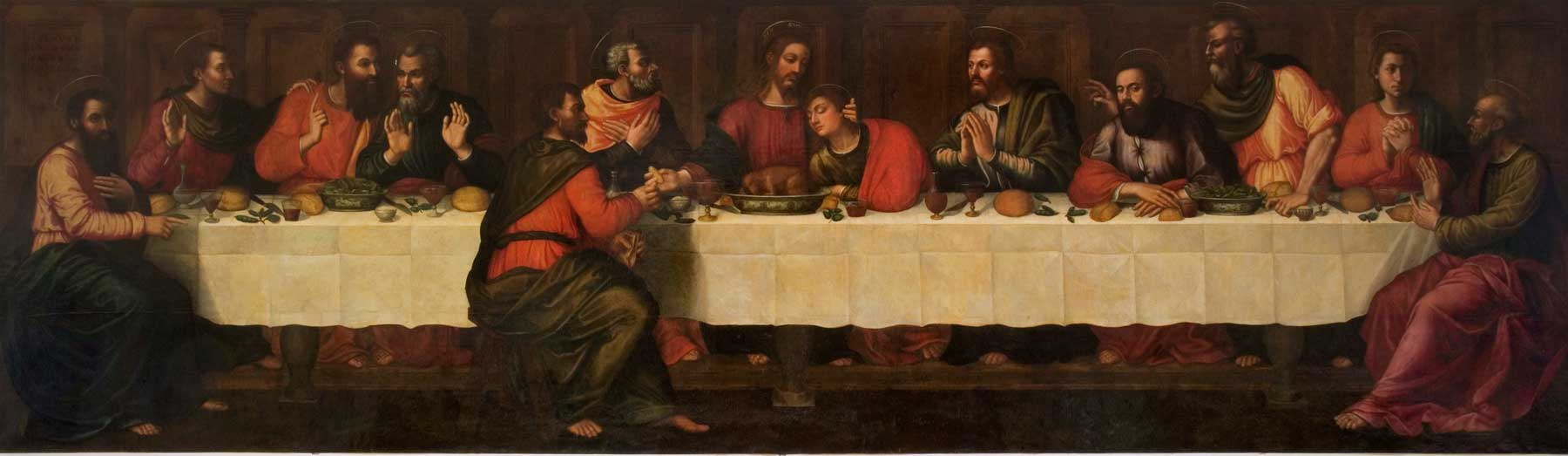
Het Laatste Avondmaal, Santa Maria Novella, Florence

Over haar moeite bij het schilderen van het mannelijke lichaam schrijft Vincenzo Fortunato Marchese:
“De traditie wil dat Zuster Plautilla, toen ze vanwege het schilderen van Christus het mannelijk lichaam wilde bestuderen, gebruik maakte van een overleden non. De andere zusters schertsten vaak dat Nelli niet Christus schilderde maar Christa, een soort vrouwelijke Christus.”
De meeste van haar doeken heeft zij geschilderd voor het Catharinaklooster. Veel daarvan zijn verloren gegaan of bevinden zich nu elders. Gelukkig zijn in enkele andere kerken van de Dominicanen werken van haar bewaard gebleven, zoals de lunetten met de Heilige Dominicus en de Heilige Catharina voor Het Laatste Avondmaal in de San Salvi in Florence. Deze werken zijn na 2016 aan haar toegeschreven.
Er zijn slechts drie werken met zekerheid aan haar toe te schrijven:
- Bewening van de gestorven Christus in de kloosterkerk van Santa Catarina. Nu hangt het in het Museo Nazionale di San Marco in Florence.
- Pinksteren, een schilderij dat nog steeds op de oorspronkelijke plaats hangt: de San Domenicokerk in Perugia
- Het Laatste Avondmaal, een schilderij dat hing in de refter van het Catharinaklooster, maar nu in de refter van het Santa Maria Novellaklooster in Florence. Dit is een doek van 7 bij 2 meter met zeer natuurlijk geschilderde personages.

Een terugkerend kenmerk in haar schilderijen van de Heilige Catharina is het toevoegen van een traan. Dit is een teken van het vermogen om mee te voelen met het lijden van Christus.

## Expositie
In 2017 was in het Uffizi-museum in Florence een tentoonstelling over Plautilla Nelli.

## Galerij

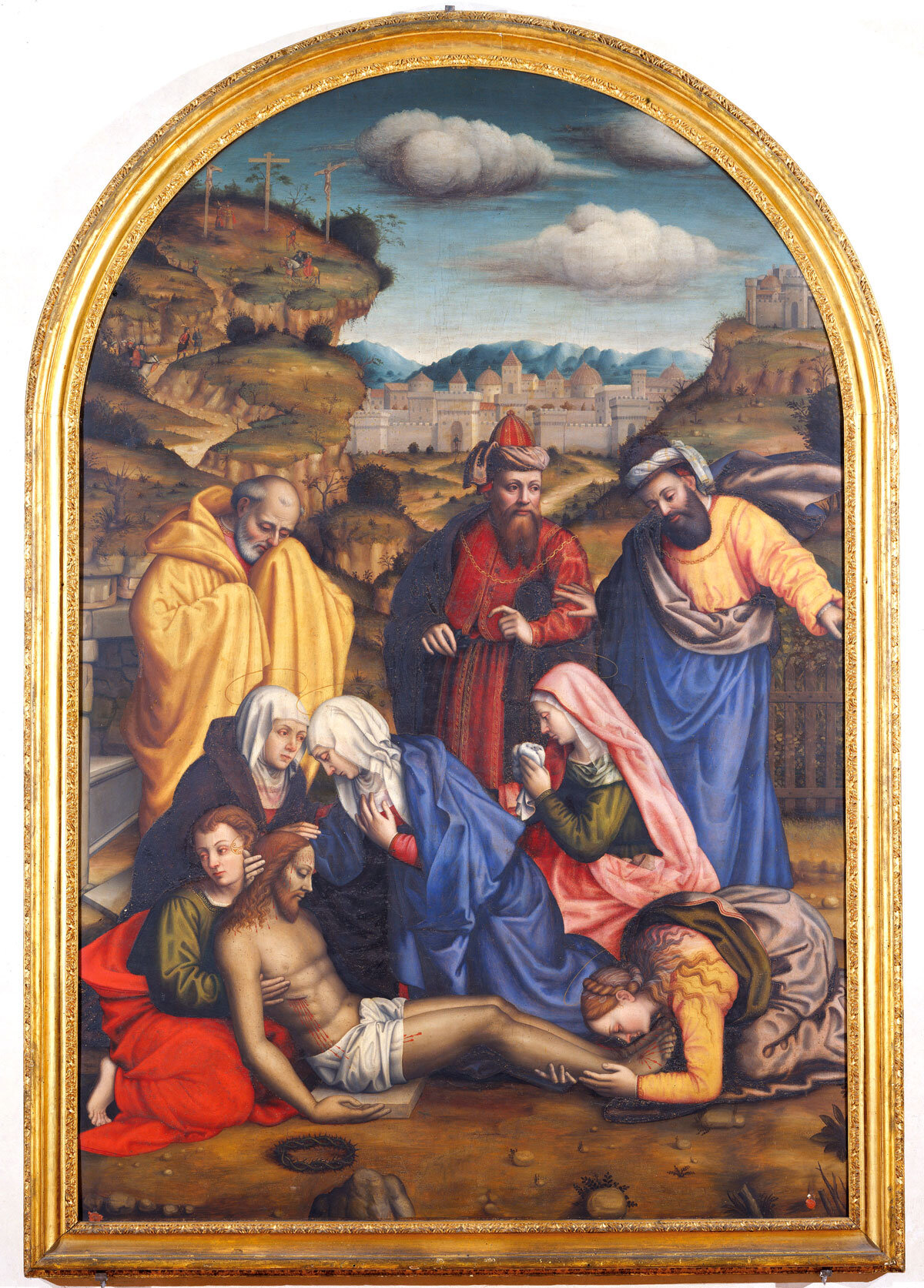
Bewening van de gestorven Christus
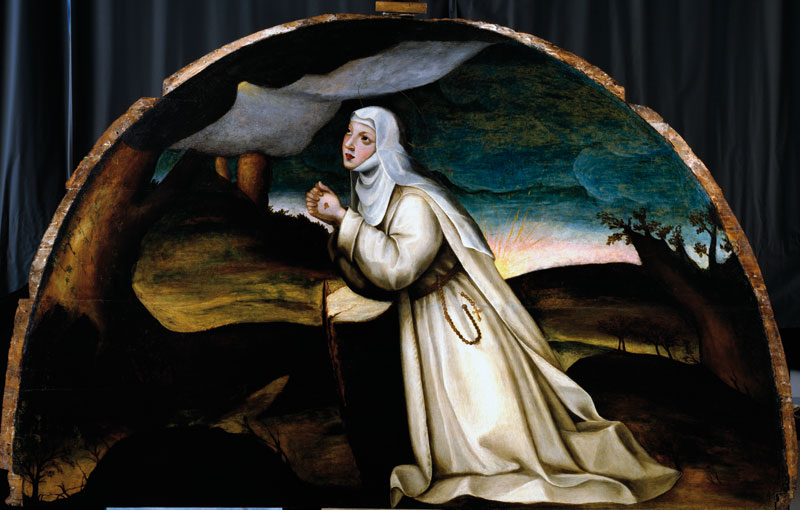
De Heilige Catharina ontvangt een visioen van Christus
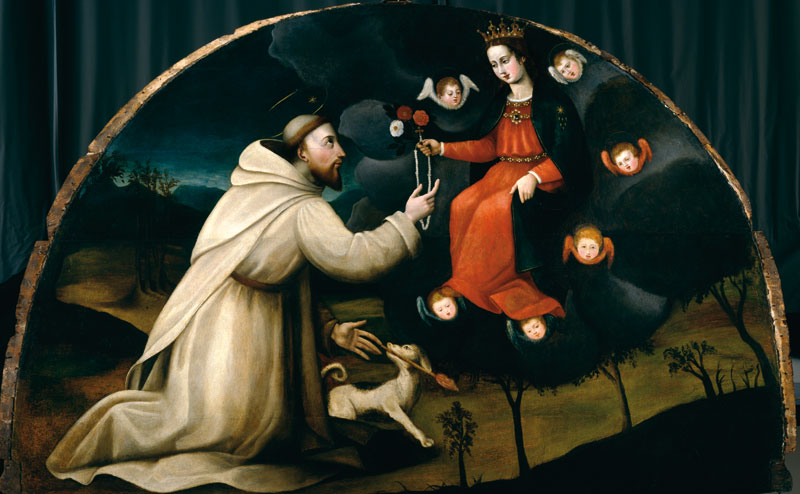
De Heilige Dominicus ontvangt de rozenkrans
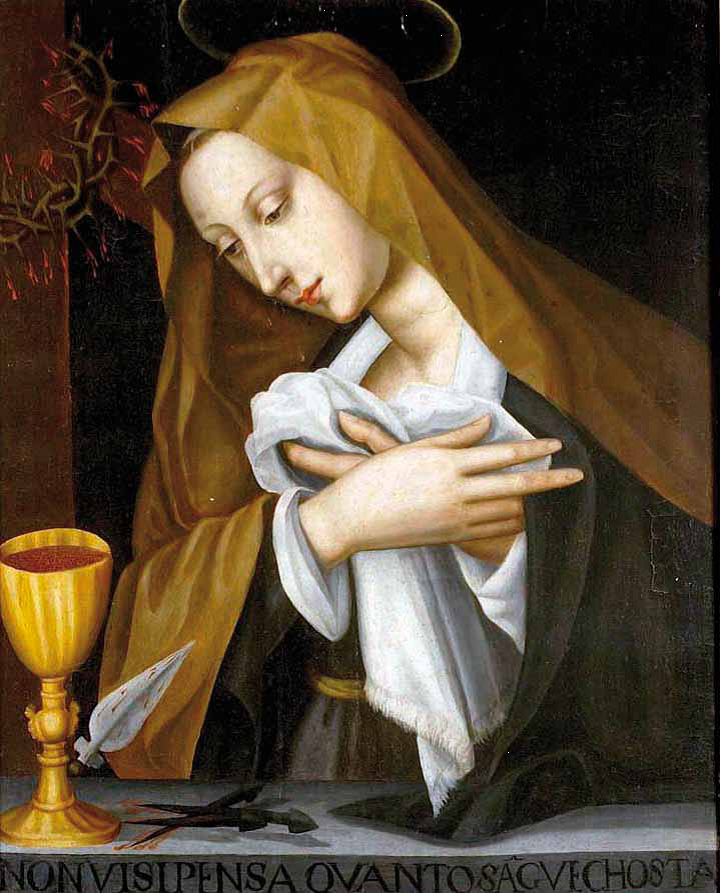
Het verdriet van Maria (toegeschreven aan Plautilla Nelli), 1582.
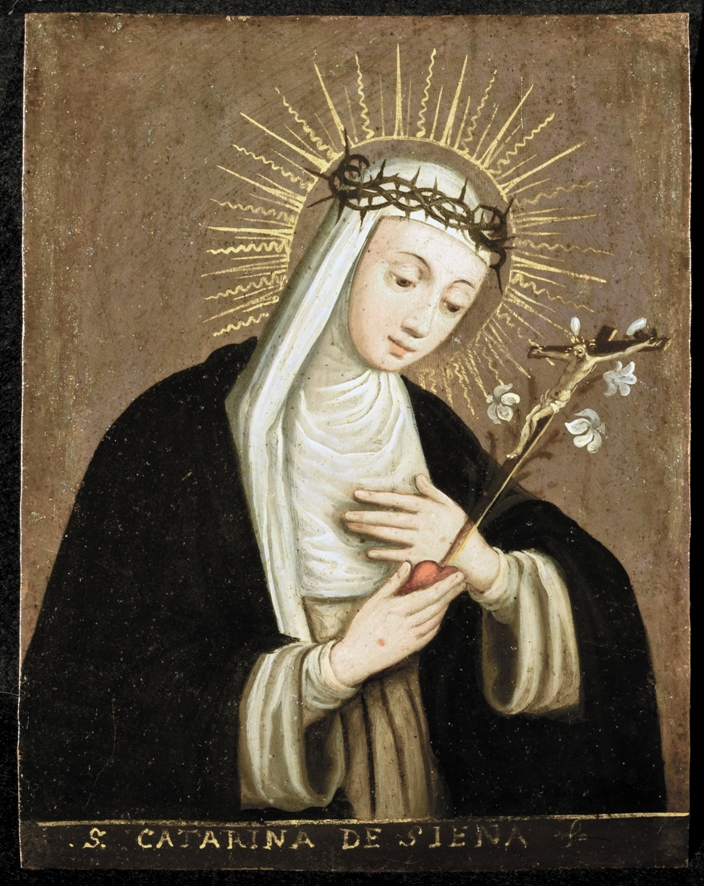
De Heilige Catharina van Siena
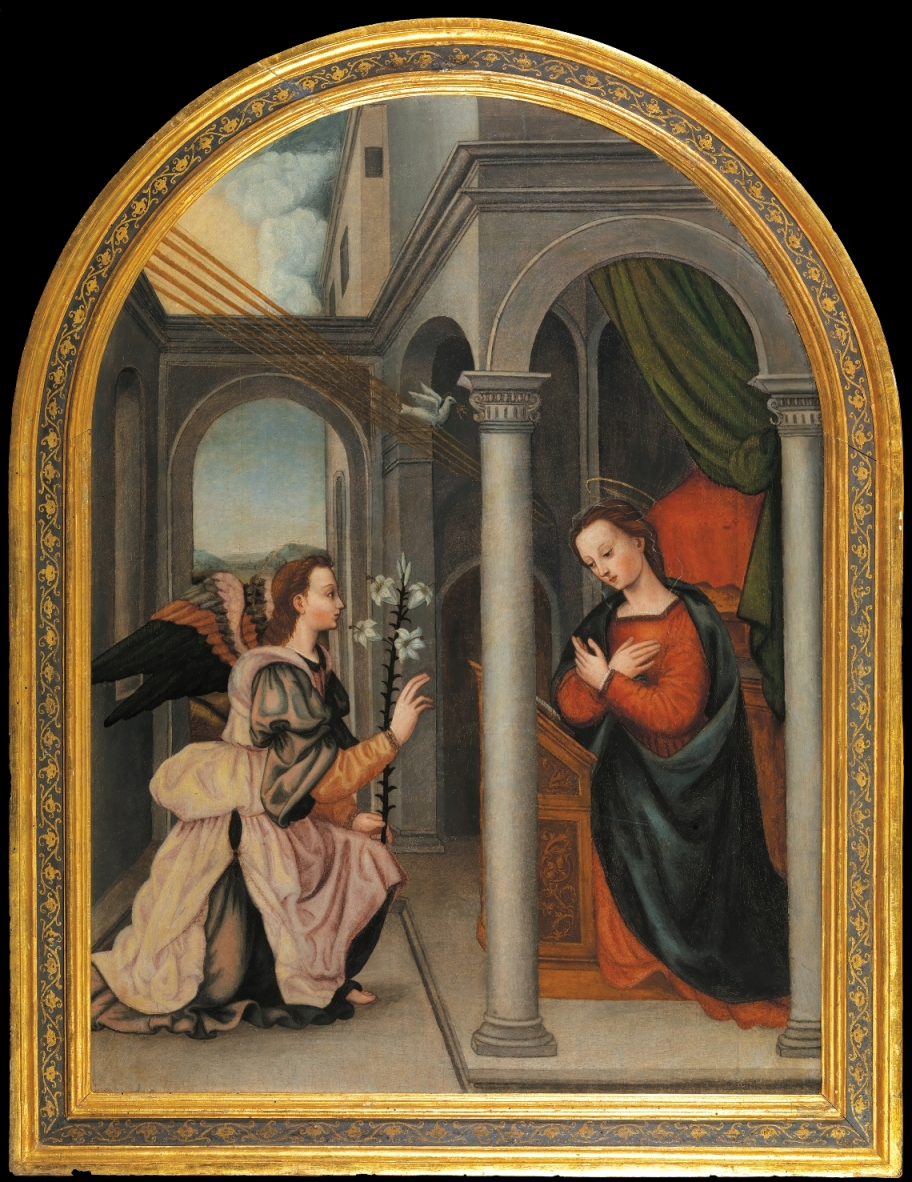
Annunciatie
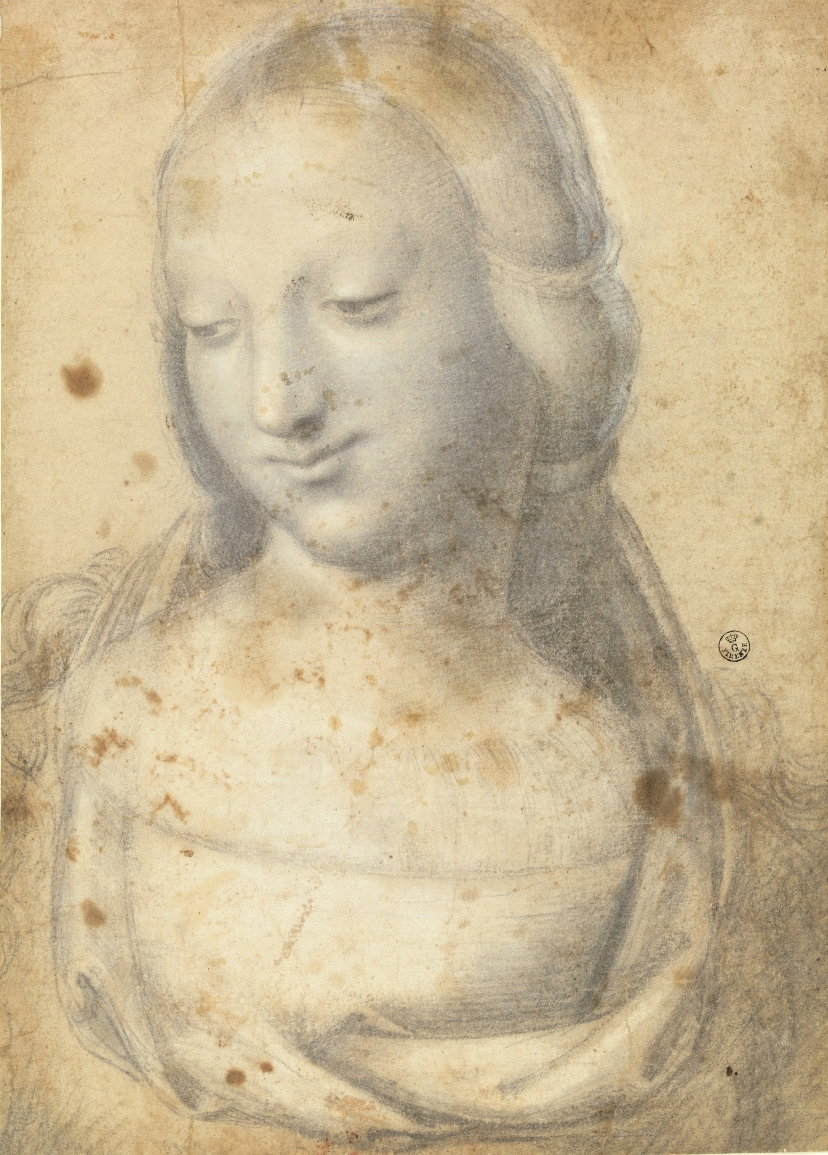
Buste van een jonge vrouw
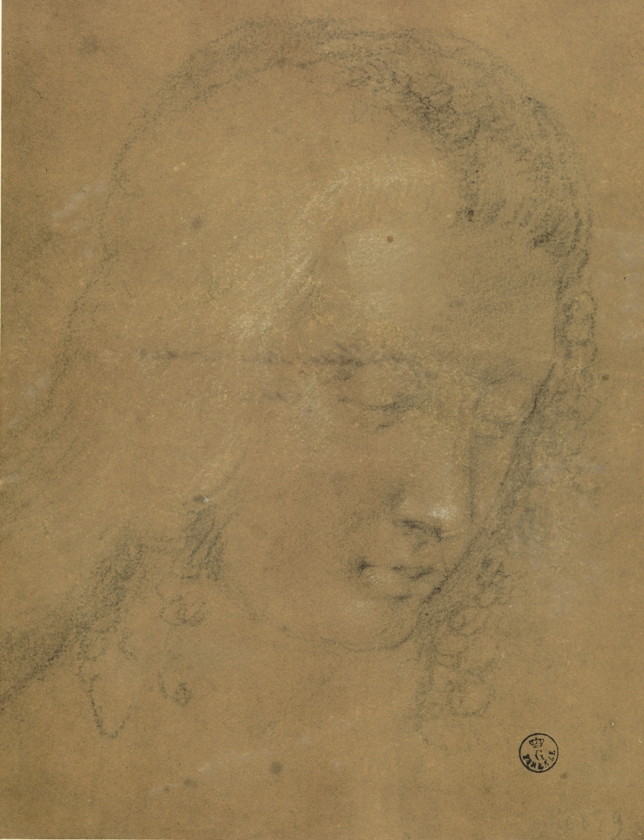
Hoofd van een jongen
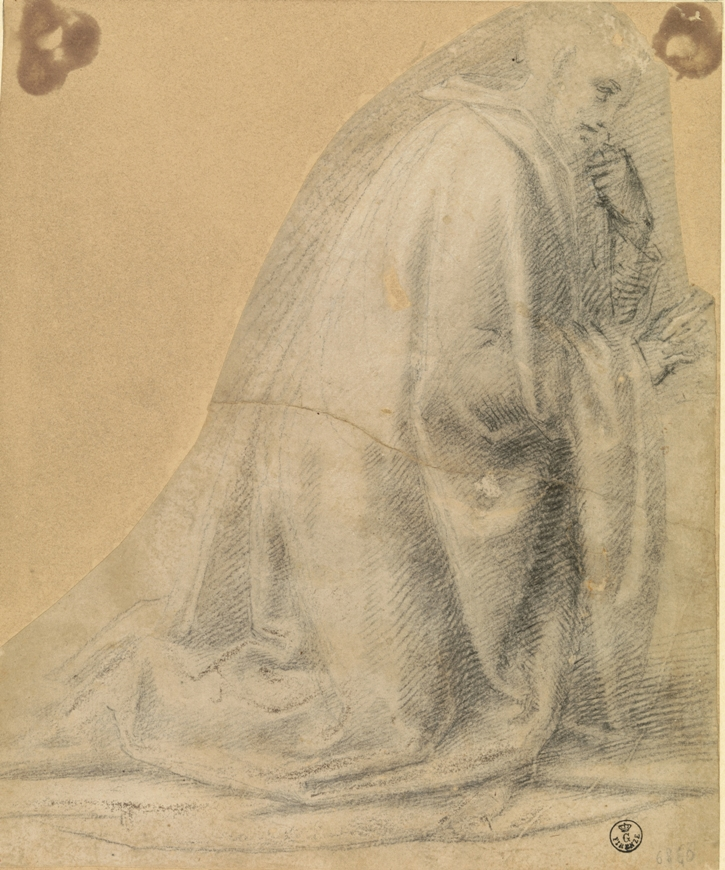
Geknielde man

- Bibliothèque nationale de France: cb16058636m (data)
- Gemeinsame Normdatei: 122707958
- International Standard Name Identifier: 0000 0000 6681 6505
- Library of Congress Control Number: nr00027986
- Nationale Bibliotheek van Israël: 987007428588905171
- Nederlandse Thesaurus van Auteursnamen: 328763381
- RKD-Nederlands Instituut voor Kunstgeschiedenis: 59113
- Système universitaire de documentation: 13099782X
- Union List of Artist Names: 500049444
- Virtual International Authority File: 32885369
- WorldCat: E39PBJkhMPggYkCYjjMp97xxDq